# Hem till kåken
Hem till kåken (engelska: Porridge) är en brittisk komediserie med Ronnie Barker (Norman Stanley Fletcher), Richard Beckinsale (Lennie Godber) och Fulton Mackay (Mackay). Serien skrevs av Ian La Frenais och Dick Clement. Den hade svensk TV-premiär i januari 1976.
Totalt gjordes det 21 avsnitt mellan åren 1973 och 1977. Dessutom gjordes det en långfilm med samma namn 1979.
TV-serien fick en efterföljare i Hem från kåken som skildrar Fletchers liv efter frigivningen.

## Handling
Norman Stanley Fletcher får ett fem år långt fängelsestraff för rån. Eftersom han varit fängelsekund flera gånger förut vet han hur han ska bete sig för att få fördelar och han blir något av en fadersfigur för resten av internerna. Men den nitiske fångvaktaren Mackay är honom ständigt på spåren.

### Fotnoter
1. 1 2 3 4  hämtat från: engelskspråkiga Wikipedia.[källa från Wikidata]
2. 1 2  BBC Genome, BBC Genome-ID: f4683fd1f62d473599aec387112646f3.[källa från Wikidata]
3. ↑  hämtat från: engelskspråkiga Wikipedia.[källa från Wikidata]